# 帯屋町 (高知市)
帯屋町（おびやまち）は、高知県高知市の町名で帯屋町一丁目および帯屋町二丁目があり、全域で住居表示が実施されている。郵便番号は780-0841（高知中央郵便局管区）。

## 歴史
高知城下郭中にあり、古くは元和5年（1619年）5月21日の山内康豊の銀子借用書の宛所に「おひや町」と記されていることから、町の成立はそれ以前にさかのぼると考えられる。町名は、土佐藩二代藩主山内忠義の時代の大商人帯屋勘助に由来する。明暦3年（1657年）から寛文3年（1663年）頃までに武家街に変わったが、それ以前には10軒以上の大きな町家があった。元禄11年（1698年）には大火があり、その後に成立した横町は火中で口を開くハマグリになぞらえて「ハマグリ丁」と俗称された。
明治に入り、1884年（明治17年）には町内に高知県庁がおかれた。藩政時代より本町を中心に行われていた日曜市は、1904年から1948年に追手筋に移るまで、帯屋町で行われるようになる。第二次世界大戦以前は、「一流街」とされた新京橋や京町に比べて帯屋町は「二流街」の印象がぬぐえなかった。高知大空襲で大きな被害を受けた後、都市計画で京町が“片側街”になり、新京橋が公園になると有力な商店が帯屋町に集まるようになる。1947年には、現在の帯屋町二丁目にあたる商店街北側に高知大丸が開店した。西側に県庁や高知市役所など官庁街を控える立地から、市内のみならず県内各地からの人々を吸引し、飲食店や映画館、パチンコ店などが集まるようになり、その賑わいは京町や中種崎町へと広がりを見せた。高知大丸は1950年3月に火災で焼失。11月に再建したが、業容拡大のため1955年11月に京町1番地に移転した。高知大丸の旧店舗跡には、1958年に高知スーパーマーケットが開業した。
高知は自由民権運動の中心となった立志社発足の地であり、大丸前に碑が建てられている。

## 町域
1936年、町域の一部が新京橋と丸ノ内になる。1972年には住居表示実施により一部が本町三丁目～五丁目になるとともに、新京橋の全域と西紺屋町・細工町・追手筋・京町・堺町の各一部を編入した。帯屋町商店街の両側に東西に長い町域を持ち、中ノ橋通り（高知県道16号高知本山線）を境に東が一丁目、西が二丁目となる。北は追手筋一丁目・二丁目、南は本町一丁目～三丁目に挟まれ、国道32号まで張り出した高知市中央公園の南端は国道を挟んで堺町と接する。東端ははりまや町一丁目・二丁目、西は本町四丁目と接する。
一丁目の高知市中央公園東側の商店街南側には高知大丸本館・東館、公園西側の商店街北側にはリッチモンドホテル高知とドーミーイン高知が建つ。ドーミーインはファッションビル「リブロード」の跡地に建てられ、1階には高知銀行帯屋町支店が入る。二丁目東側の商店街北側にはダイエーショッパーズ高知店（旧 高知スーパーマーケット）跡に賃貸住宅や大型書店などからなる複合施設「帯屋町CENTRO」が2015年に開業。その西側ブロックには、1998年に開業した鮮魚店や居酒屋などが集まる高知の食のテーマパーク「ひろめ市場」と、高知大神宮がある。